# Liste der Kulturdenkmale in Süderhastedt
In der Liste der Kulturdenkmale in Süderhastedt sind alle Kulturdenkmale der schleswig-holsteinischen Gemeinde Süderhastedt (Kreis Dithmarschen) aufgelistet (Stand: 10. März 2025).

## Legende
In den Spalten befinden sich folgende Informationen:
- Objekt-ID: die Nummer des Kulturdenkmales
- Lage: die Adresse des Kulturdenkmales und die geographischen Koordinaten. Kartenansicht, um Koordinaten zu setzen. In der Kartenansicht sind Kulturdenkmale ohne Koordinaten mit einem roten Marker dargestellt und können in der Karte gesetzt werden. Kulturdenkmale ohne Bild sind mit einem blauen Marker gekennzeichnet, Kulturdenkmale mit Bild mit einem grünen Marker.
- Offizielle Bezeichnung: Bezeichnung des Kulturdenkmales
- Beschreibung: die Beschreibung des Kulturdenkmales
- Bild: ein Bild des Kulturdenkmales

## Sachgesamtheiten
| Objekt-ID      | Lage                                        | Offizielle Bezeichnung | Beschreibung | Bild                             |
| -------------- | ------------------------------------------- | ---------------------- | --- | -------------------------------- |
| 40556 Wikidata | Kirchstraße 16 (54° 2′ 54″ N, 9° 12′ 26″ O) | Kirche St. Laurentius  | Kirche St. Laurentius; im Kern 1140, bauliche Erweiterungen 1655, 1726, 1793; auf einem geographischen Hochpunkt des Ortes errichtete, romanische Saalkirche aus Feldstein- und Ziegelmauerwerk mit Satteldach und schlankem Dachreiter sowie umfangreicher Ausstattung; in größerem Kirchhof mit Feldsteinwall und Lindenkranz gelegen; auf dem Kirchhof Grabmale vor 1870, nördlich Erweiterung des Kirchhofs um zwei Ehrenmale zu den Kriegen 1848/50 und 1870/71 in gestalteter Grünfläche - Begründung: geschichtlich, künstlerisch, städtebaulich, Kulturlandschaft prägend - Schutzumfang: Kirche St. Laurentius mit Ausstattung, Kirchhof, Grabmale bis 1870, Feldsteinwall, Lindenkranz, Ehrenmal 1848/50 mit Grünanlage, Ehrenmal 1870/71 (Obelisk) | weitere Fotos \| Fotos hochladen |

## Bauliche Anlagen
| Objekt-ID     | Lage                                        | Offizielle Bezeichnung                | Beschreibung | Bild                             |
| ------------- | ------------------------------------------- | ------------------------------------- | --- | -------------------------------- |
| 3801 Wikidata | Kirchstraße 16 (54° 2′ 54″ N, 9° 12′ 26″ O) | Kirche St. Laurentius mit Ausstattung | Die evangelische Kirche wurde das erste Mal um 1140 erwähnt. Die Kirche ist ein Feldsteinbau aus der Gotik mit einem Schiff und einem flachen Dach. Im Inneren befindet sich ein Schnitzaltar aus der Zeit um 1470. Die Kanzel stammt aus der zweiten Hälfte des 16. Jahrhunderts. Alteintragung (Aktualisierung vorgesehen) - Begründung: geschichtlich, künstlerisch, städtebaulich - Schutzumfang: gesamtes Objekt - Denkmaltyp: Bauliche Anlage, Sachgesamtheit: Kirche St. Laurentius | weitere Fotos \| Fotos hochladen |
| 26487         | Kirchstraße 16 (54° 2′ 55″ N, 9° 12′ 25″ O) | Ehrenmal 1848/50                      | Ehrenmal 1848/50; nach 1851; ornamentierter Tumulus aus Feldsteinen mit Kanonenkugeln in eingefasster, rechteckiger Presskiesfläche und umgebender Grünanlage, Granitfindling bekrönt mit Bronzeplastik (Kanonenrohr und gestreckte Fahnen), auf dem Stein Bronzewappen Schleswig-Holsteins, darunter mit Bronzerosen befestigte, polierte Rotgranitplatte mit Inschrift; vom Straßenraum durch Pfosten mit Schmiedekette und Grünfläche abgegrenzt - Begründung: geschichtlich, künstlerisch, städtebaulich, Kulturlandschaft prägend - Schutzumfang: Ehrenmal 1848/50, Grünanlage - Denkmaltyp: Bauliche Anlage, Sachgesamtheit: Kirche St. Laurentius | BW                               |
| 55697         | Kirchstraße 16 (54° 2′ 54″ N, 9° 12′ 25″ O) | Ehrenmal 1870/71 (Obelisk)            | Ehrenmal 1870/71 (Obelisk); 1873, 1973; reliefierter Obelisk aus weiß geschlämmtem Kalkstein auf rechteckigem, gestaffelten Postament und front- sowie rückseitigen Inschriftentafeln aus weißem Marmor - Begründung: geschichtlich, künstlerisch, Kulturlandschaft prägend - Schutzumfang: Ehrenmal 1870/71 (Obelisk), - Denkmaltyp: Bauliche Anlage, Sachgesamtheit: Kirche St. Laurentius | BW                               |
| 3802 Wikidata | Schulstraße 8 (54° 2′ 58″ N, 9° 12′ 27″ O)  | Pastorat                              | Alteintragung (Aktualisierung vorgesehen) - Begründung: geschichtlich, städtebaulich - Schutzumfang: Alteintragung (Aktualisierung vorgesehen) - Denkmaltyp: Bauliche Anlage | Fotos hochladen                  |

## Gründenkmale
| Objekt-ID      | Lage                                        | Offizielle Bezeichnung | Beschreibung | Bild            |
| -------------- | ------------------------------------------- | ---------------------- | --- | --------------- |
| 19650 Wikidata | Kirchstraße 16 (54° 2′ 54″ N, 9° 12′ 26″ O) | Kirchhof               | Alteintragung (Aktualisierung vorgesehen) - Begründung: geschichtlich, Kulturlandschaft prägend - Schutzumfang: Kirchhof, Grabmale bis 1870, Feldsteinwall, Lindenkranz - Denkmaltyp: Gründenkmal, Sachgesamtheit: Kirche St. Laurentius | Fotos hochladen |

## Quelle
- Liste der Kulturdenkmale in Schleswig-Holstein – Kreis Dithmarschen (PDF)

- Karte mit allen Koordinaten:
- OSM |
- WikiMap